# Allenay
Allenay település Franciaországban, Somme megyében. Lakosainak száma 252 fő (2022. január 1.). Allenay Woignarue, Béthencourt-sur-Mer, Bourseville, Friaucourt, Saint-Quentin-la-Motte-Croix-au-Bailly és Tully községekkel határos.

## Népesség
A település népességének változása:
| Lakosok száma | 273  | 270  | 265  | 250  | 249  | 248  | 249  | 250  | 252  |
|               | 2013 | 2015 | 2016 | 2017 | 2018 | 2019 | 2020 | 2021 | 2022 |